# Yuri Romanenko
Yuri Victorovitch Romanenko (em russo:  Юрий Викторович Романенко; Koltoubanovski, 1 de agosto de 1944) é um ex-cosmonauta soviético, veterano de seis missões no espaço, com um total de mais de 360 horas em órbita apenas na estação espacial Mir.
Condecorado duas vezes como Herói da União Soviética, a maior condecoração da antiga URSS, Romanenko participou de cinco missões espaciais a bordo das naves Soyuz 26, 27, 38, TM-2 e TM-3, entre 1977 e 1987, acumulando dezoito horas de atividades extra-veiculares no espaço. Em 1987, ele integrou a tripulação da estação espacial MIR, passando 326 dias a bordo, o que lhe valeu o recorde mundial de permanência no espaço, na época.
Durante as suas temporadas na Mir, Romanenko compôs 25 músicas, gravando algumas delas quando retornou à Terra.
Seu filho, Roman Romanenko, também é um cosmonauta e já foi ao espaço em maio de 2009 na missão Soyuz TMA-15.